# 1958 en Grèce
Chronologie de la Grèce
- 1954
- 1955
- 1956
- 1957
- 1958
- 1959
- 1960
- 1961
- 1962

Cette page concerne les évènements survenus en 1958 en Grèce  :

## Évènements
- 11 mai : Élections législatives
- 10 septembre : Loi 4000/1958 (en), pour réprimer les jeunes fauteurs de troubles, les teddy boys (τεντιμπόις, τεντιμπόιδες).

## Sortie de film
- Amour dans les dunes
- Fin de crédit
- L'Homme du train
- Les Hors-la-loi
- L'Île du silence
- La Lagune des désirs
- On ne vit qu'une fois

## Musique
- Nana Mouskouri commence sa carrière musicale.

## Sport
- Coupe de Grèce de football (1957-1958) (en)
- Coupe de Grèce de football (1958-1959) (en)
- Championnats Panhelléniques (1957-1958) (en)
- Championnats Panhelléniques (1958-1959) (en)

## Création
- Hôpital général Aigio (en)
- Association des radioamateurs de Grèce (en)
- Directorat de la musique (en) (Armée hellénique).
- Fondation nationale de la recherche scientifique
- Service de sécurité nationale (en)
- OPAP, entreprise de pari.
- Union démocratique agricole progressiste (en)

Circonscriptions législatives
- Première circonscription d'Athènes
- Deuxième circonscription d'Athènes
- Première circonscription du Pirée
- Deuxième circonscription du Pirée
- Première circonscription de Thessalonique

clubs sportifs
- AO Kardia F.C. (en), club de football.
- Aris Avato F.C. (en), club de football.
- Doxa Neo Sidirochori F.C. (en), club de football.
- Elpis Skoutari F.C. (en), club de football.
- Nafpaktiakos Asteras F.C. (en), club de football.
- Paniliakos FC, club de football.
- Tamynaikos F.C. (en), club de football.

## Dissolution
- Union des Populaires (en), parti politique.

## Naissance
- Chryssoula Aliferi (de), diplomate.
- Agathí Dimitroúka (el), écrivaine.
- Kaíti Konstantínou (el), actrice.
- Antónis Mínou, footballeur.
- Stratís Paschális, poète et traducteur.

## Décès
- Rígas Gkόlfis (el), poète.
- Pétros Orologás, journaliste et écrivain.
- Kyriákos Mavréas (el), acteur.
- Nikólaos Tselementés, chef cuisinier.
- Alexandre Tuffèri, athlète.